# Saint-Clément (Jersey)
Pour les articles homonymes, voir Saint-Clément.
Saint-Clément (Saint Cliément en jersiais) est une des douze paroisses de l'île de Jersey (îles Anglo-Normandes). C'est la plus petite paroisse de l'île, mais elle possède la plus grande densité de population : 9 221 personnes y habitaient en 2011. La superficie de Saint-Clément est approximativement de 422 hectares.

## Géographie
Située à l'extrémité sud-est de Jersey, la paroisse est caractérisée par un climat modéré, grâce à sa proximité de la mer. Même s'il neige au nord de l'île, normalement on n'en trouve pas à Saint-Clément. Le terrain n'est pas très élevé - en fait les inondations de la mer eurent souvent lieu au cours de l'histoire. Il fallut même reconstruire la route principale de la paroisse plus loin de la mer en 1812 après qu'une grande inondation la détruisit.
La paroisse est traversée par deux routes principales ; La Grande Route de la Côte (au bord de la mer) et La Grande Route de Saint-Clément. Au nord et à l'ouest de Saint-Clément on trouve la paroisse de Grouville, tandis qu'à l'ouest Saint-Clément est séparé de la paroisse de Saint-Hélier, ville principale de l'île, par une lisière de la paroisse de Saint-Sauveur. Les faubourgs de Saint-Hélier ont commencé à se déplacer vers Saint-Sauveur et Saint-Clément pendant le XIXe siècle et cette tendance s’est poursuivie, alors que ces deux paroisses sont devenues partiellement urbaines.
La paroisse de Saint-Clément possède sur son territoire l'île de La Motte qui est accessible à marée basse depuis la côte.

## L'administration de la paroisse
La paroisse est divisée en trois districts, appelés vingtaines, qui sont :
- la Grande Vingtaine, de Saint-Clément (La Grand' Vîngtaine en jersiais) ;
- la Vingtaine du Rocquier (La Vîngtaine du Rotchi en jersiais) ;
- la Vingtaine de Samarès (La Vîngtaine dé Sanmathès en jersiais).

La paroisse est dirigée par un connétable élu pour une période de trois ans. Il est essentiellement responsable pour tout ce qui se passe dans la paroisse. Les paroissiens élisent aussi deux députés ; ils sont chargés de représenter la paroisse aux États de Jersey. Sous le connétable il y a, entre autres, deux Procureurs du bien public, qui s'occupent des affaires financières de la paroisse et le groupe de Police honorifique (contenant les centeniers, vingteniers et officiers du connétable). Comme Jersey ne suit pas un modèle gouvernemental laïc comme en France, on trouve le recteur (prêtre) et son personnel au cœur de la vie et, dans une certaine mesure, de l'administration de la paroisse.
L'administration de la paroisse se passe dans la salle paroissiale ; celle qu'on trouve sur La Grande Route de la côte.
Saint-Clément est la seule paroisse de Jersey à ne pas être jumelée avec une ville de Normandie.

## La vie quotidienne
La paroisse de Saint-Clément possède deux écoles élémentaires, une école secondaire, deux églises protestantes, une église catholique et une église méthodiste. Certains de ces bâtiments sont plutôt anciens et font partie du patrimoine de la paroisse. L'école de Saint-Clément a été construite en 1901 et, pendant les premières années, les cours étaient tous en français. 
Il y a beaucoup de magasins dans la paroisse, une pharmacie, des hôtels et un pub. Il existe de belles plages qui attirent également les paroissiens et les touristes.
La paroisse comporte de nombreuses belles petites routes, toutes nommées, qui conviennent à ceux qui veulent faire de la marche ou du vélo. Mais il y a des collines ainsi que des rues plates.

## Lieux historiques
Le dolmen du Mont Ubé se trouve à Saint-Clément et date de 3 000 ans av. J.-C..

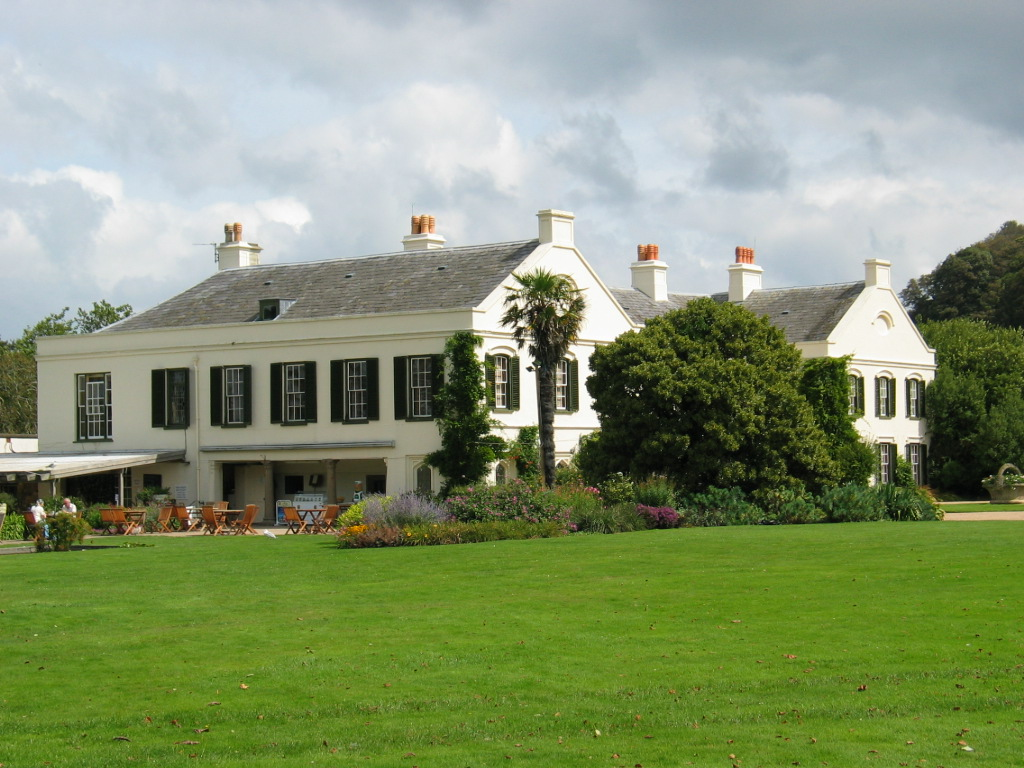
Le manoir de Samarès à Jersey.

La tour du Hocq fut construite en 1778 pour contribuer à la défense de l'île contre les Français qui venaient de s'allier aux Patriots américains.
Le fameux écrivain français, Victor Hugo, a habité quelques mois dans la paroisse, à Marina Terrace, sur la grève d'Azette, à la limité sud-est de la ville de Saint-Hélier. C'est là qu'il composa son recueil de poèmes Les Châtiments. Cependant, à la suite du soutien à un exilé républicain français expulsé de l'île après avoir publié une lettre ouverte à la Reine Victoria, Victor Hugo fut contraint de quitter l'île. C'est le connétable de Saint-Clément qui l'amena jusqu'au port, où il prit un bateau à destination de Guernesey où il demeura avec sa famille durant près de quinze ans.
Le manoir de Samarès (en jersiais : Mangni d'Sanmathès, en anglais : Samarès Manor) est une ancienne demeure seigneurale normande entourée d'une vaste jardin botanique et d'un pigeonnier médiéval. Le jardin du manoir est ouvert au public.

## Galerie

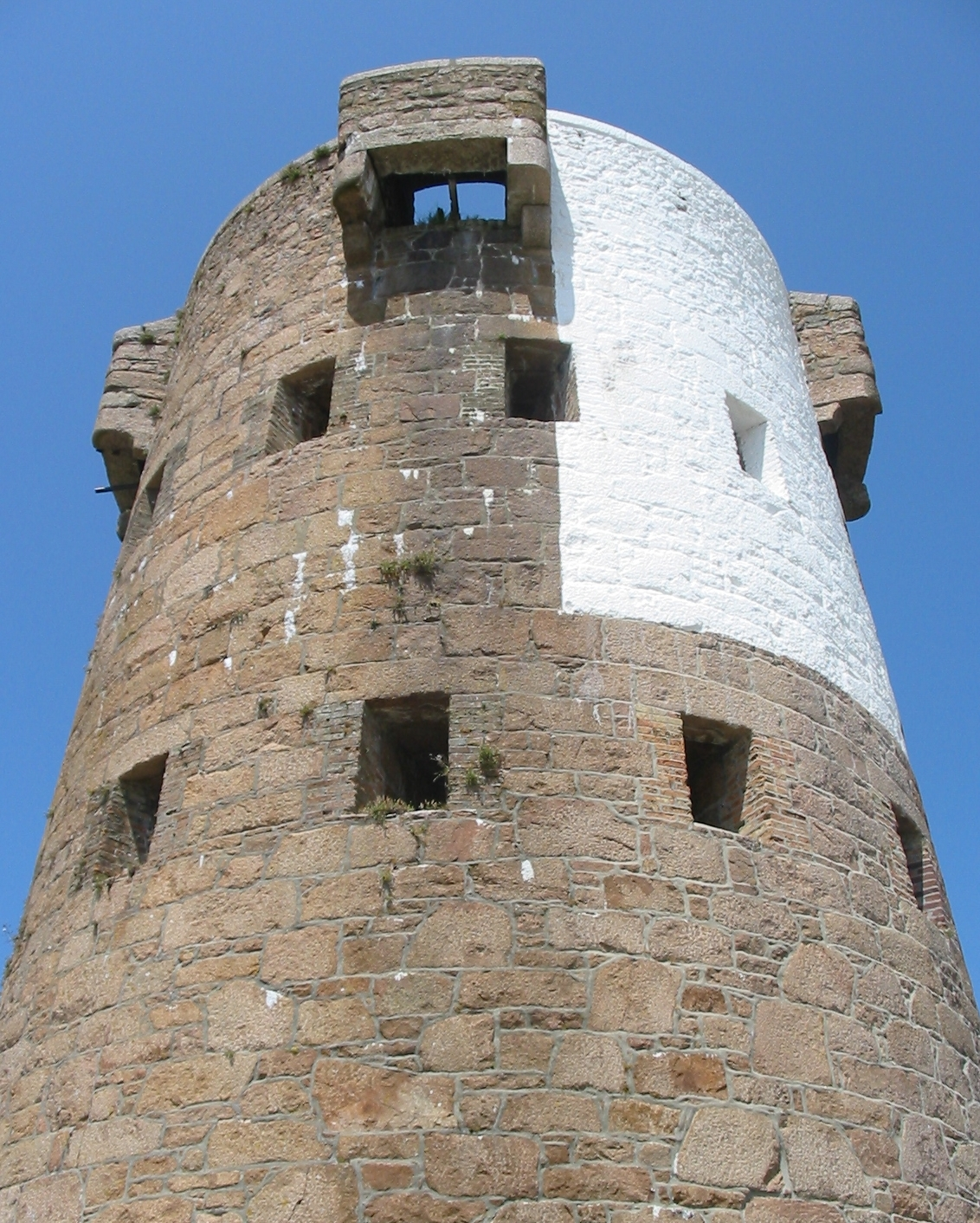
La tour du Hocq est un édifice connu de la paroisse de Saint-Clément.
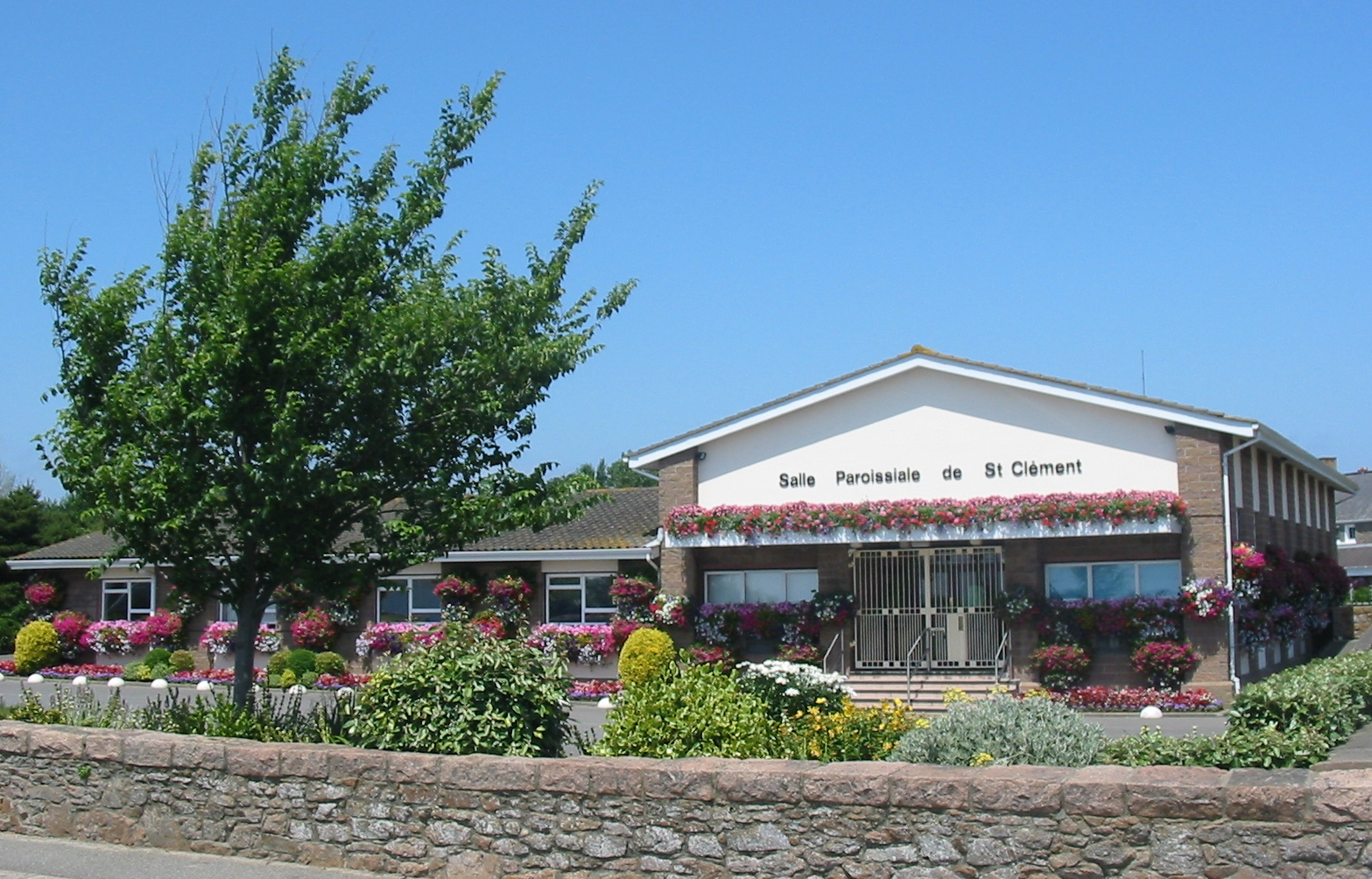
La salle paroissiale de Saint-Clément est la plus moderne de l'île.